# جون هابل (متزلج فني)
جون هابل هو متزلج فني كندي، ولد في 9 مايو 1948.

## وصلات خارجية
- جون هابل على موقع أوليمبيديا (الإنجليزية)